# Jörgen Pääjärvi
Ulf Jörgen Pääjärvi (ur. 10 marca 1969 w Malmberget) – szwedzki narciarz, specjalista narciarstwa dowolnego. Zajmował 6. miejsce w jeździe po muldach na mistrzostwach świata w Lake Placid i na mistrzostwach świata w Altenmarkt. Jego najlepszym wynikiem olimpijskim jest piąte miejsce w tej samej konkurencji na igrzyskach olimpijskich w Lillehammer. Najlepsze wyniki w Pucharze Świata osiągnął w sezonie 1992/1993, kiedy to zajął 23. miejsce w klasyfikacji generalnej, a w klasyfikacji jazdy po muldach był piąty.
W 1994 r. zakończył karierę.

## Osiągnięcia

### Igrzyska olimpijskie
| Miejsce | Dzień     | Rok  | Miejscowość | Konkurencja      | Zwycięzca         |
| ------- | --------- | ---- | ----------- | ---------------- | ----------------- |
| 6.      | 13 lutego | 1992 | Albertville | Jazda po muldach | Edgar Grospiron   |
| 5.      | 16 lutego | 1994 | Lillehammer | Jazda po muldach | Jean-Luc Brassard |

### Mistrzostwa świata
| Miejsce | Dzień     | Rok  | Miejscowość | Konkurencja      | Zwycięzca         |
| ------- | --------- | ---- | ----------- | ---------------- | ----------------- |
| 6.      | 14 lutego | 1991 | Lake Placid | Jazda po muldach | Edgar Grospiron   |
| 6.      | 13 marca  | 1993 | Altenmarkt  | Jazda po muldach | Jean-Luc Brassard |

### Puchar Świata

#### Miejsca w klasyfikacji generalnej
- sezon 1990/1991: 70.
- sezon 1991/1992: 32.
- sezon 1992/1993: 23.
- sezon 1993/1994: 29.

#### Miejsca na podium
1. Piancavallo – 17 grudnia 1991 (Jazda po muldach) – 1. miejsce
2. Le Relais – 30 stycznia 1993 (Jazda po muldach) – 2. miejsce
3. Oberjoch – 20 marca 1993 (Jazda po muldach) – 2. miejsce
4. Lake Placid – 21 stycznia 1994 (Jazda po muldach) – 3. miejsce
5. Lake Placid – 21 stycznia 1994 (Jazda po muldach) – 3. miejsce

- W sumie 1 zwycięstwo, 2 drugie i 2 trzecie miejsca.